# 克里夫林
51°10′47″N 25°7′0″E / 51.17972°N 25.11667°E
克里夫林（烏克蘭語：Кривлин），是烏克蘭的村落，位於該國西部沃倫州，由科韋利區負責管轄，面積0.01平方公里，海拔高度171米，2001年人口170，人口密度每平方公里14,166.67人。